# Aix-les-Bains
Aix-les-Bains (en francés: /ɛks lɛ bɛ̃/ (escucharⓘ)) (en francoprovenzal, Èx-los-Bens) es una ciudad y comuna francesa situada en el departamento de Saboya, de la región Auvernia-Ródano-Alpes.
Aix es una importante estación turística y termal en Francia. La ciudad está dotada con el puerto de ocio más grande en agua dulce de Francia. Está situada al borde del lago natural más grande de origen glaciar de Francia.

## Geografía
Entre Jura y Alpes se extiende el Lago de Bourget y, sobre su ribera, la ciudad de Aix-les-Bains se agranda año a año. Su extensión es tal que su aglomeración se confunde con la de Chambéry. Con el macizo de Bauges y el Monte Revard a sus lados, Aix es una ciudad de agua e igualmente de montaña.

## Historia
Aix-les-Bains, ciudad fundada en el siglo I de nuestra era, sólo es nombrada algunas veces en los textos epigráficos, y nunca por los autores de novelas conocidos. De todas maneras dos inscripciones conservadas por el museo arqueológico hacen mención de Aquae (las Aguas) y de Aquensis (los habitantes del lugar de las Aguas), y nos informa de la denominación de vicus dependiente de la ciudad de Viena. Los historiadores del siglo XIX han a veces dado al lector denominaciones fantasiosas y sin fundamento histórico que salpican todavía algunas obras.
Se puede citar Aquae allobrogium, Aquae gratianae (inscripción que adornó el frontón de las termas nacionales de 1934 a 1968)... En el año 1011 encontramos la denominación de Aquae en la carta de donación de la tierra real d'Aix por el rey de Borgoña Rodolfo III a su mujer Ermengarde. Algunos textos de la Edad Media hacen mención de Aquae grationapolis. Este sufijo que indica simplemente que Aix pertenecía a la diócesis de Grenoble. La primera mención conocida de Aix-les-Bains aparecía en los archivos de septiembre de 1792, en una carta de un soldado francés en convalecencia en las aguas de Aix. Es esta denominación que enseguida figura en todos los documentos oficiales, tales como las deliberaciones del Consejo Municipal. A principios del siglo XIX, algunos textos literarios hacen uso de esta denominación: Aix en Savoie. De todas maneras este topónimo no es nunca utilizado en los documentos oficiales. Después de 1954, la estación de tren de Aix-les-Bains, tras la petición del Consejo Municipal, se denomina Aix-les-Bains - le Revard.

## Demografía
| 1 415 | 1 596 | 2 018 | 2 813 | 3 556 | 3 850 | 4 116 | 4 253 | 4 373 | 4 182 | 4 399 | 4 741 | 5 580 | 6 296 | 8 328 | 8 120 | 8 679 | 8 934 | 8 764 | 11 563 | 13 020 | 12 889 | 14 556 | 15 680 | 18 132 | 20 627 | 22 210 | 23 451 | 24 683 | 25 732 | 27 267 | 30 291 |
| Para los censos de 1962 a 1999 la población legal corresponde a la población sin duplicidades (Fuente: INSEE [Consultar]) |       |       |       |       |       |       |       |       |       |       |       |       |       |       |       |       |       |       |        |        |        |        |        |        |        |        |        |        |        |        |        |

## Deporte

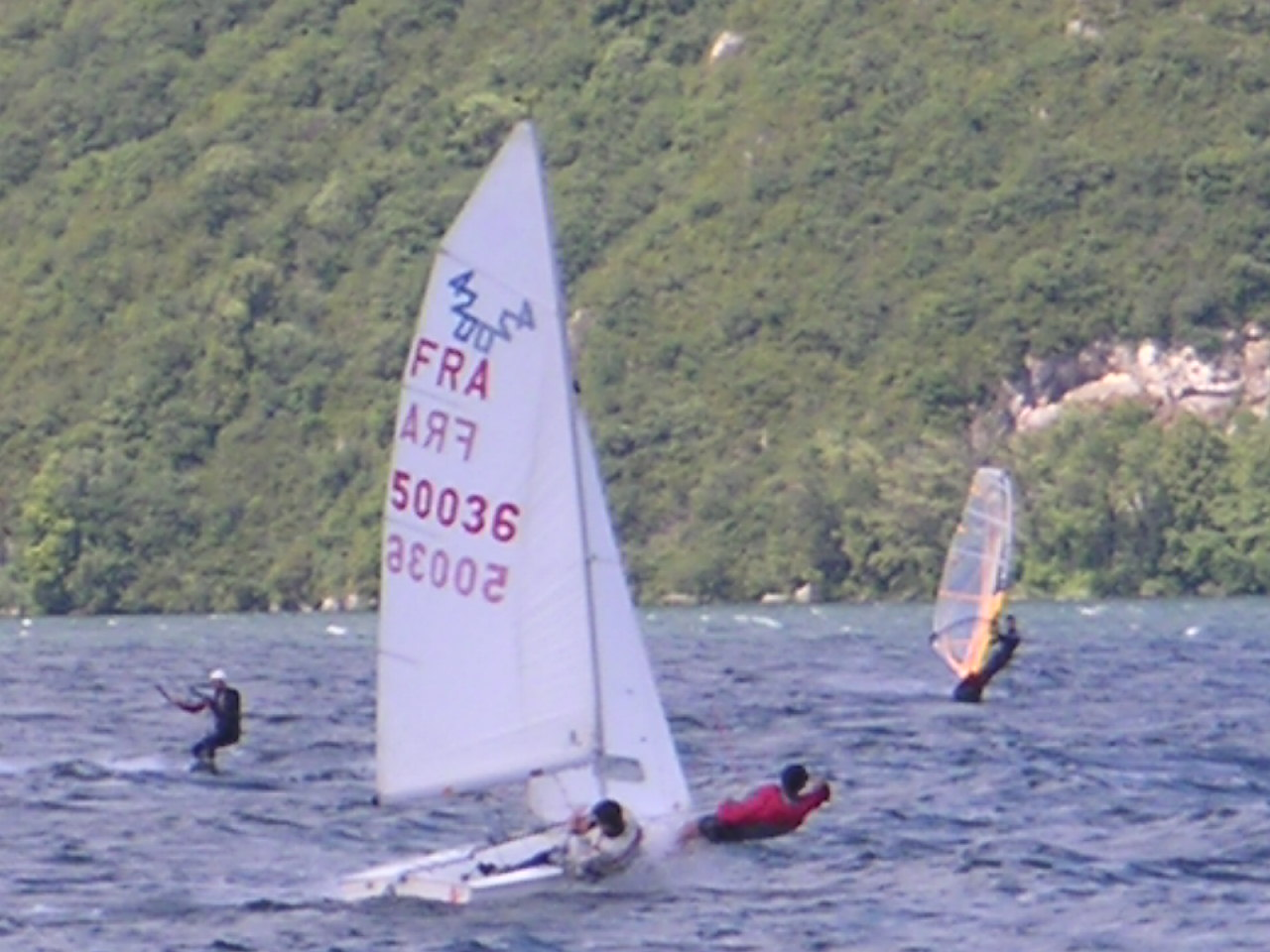
La vela y el windsurf en el Lago de Bourget.

Aix-les-Bains es una ciudad muy activa en el ámbito del deporte. Hay cerca de 82 asociacione  en conexión directa con el deporte. Más de 50 deportes diferentes se pueden practicar en la comuna. Entre otros esto incluye esquí acuático, deportes de motor, Taekwondo, tenis, tiro con arco, vela, voleibol, waterpolo y balonmano. Otros deportes incluyen el judo, el karate, la natación con el Club de Natación de los nageurs de Aix-les-Bains, el canotaje, el parapente, la petanca, el equipo de submarinismo, la unión del rugby, el atletismo, el remo con el acuerdo náutico y de remo de Aix-les -Bains, el baloncesto, con el Aix Maurienne Savoie Basket y el boxeo. El esgrima, el fútbol, el golf con el campo de golf internacional de Aix-les-Bains de 18 hoyos en un área de 45 hectáreas, sembrado de obstáculos naturales y atravesado por un río, el Tillet, la gimnasia y muchos otros deportes también se practican.
Las carreras de caballos tienen lugar en el Hipóodromo de Marlioz y la Société des courses de Aix-les-Bains. El hipódromo de Marlioz ha acogido eventos públicos durante más de un siglo. La pista de Marlioz, clasificada como la "1ª categoría galope" y la "2ª categoría trote", tiene grandes tribunas, un salón panorámico y un restaurante al aire libre.
El ciclismo incluye dos carreras organizadas en la localidad por el Amical Cycle Aixois (club de ciclismo de Aix-les-Bains), con un premio de Pascua y un premio nocturno. Aix-les-Bains es una de las ciudades que han sido incluidas más a menudo, 18 veces, en el Critérium du Dauphiné. El Tour de Francia también ha tenido escenarios en Aix-les-Bains en numerosas ocasiones. Desde la Segunda Guerra Mundial, entre otras apariciones en la carrera, la ciudad ha tenido un final de etapa en el evento en 1948, 1951, 1954, 1958, 1965, 1972, 1974, 1989, 1991, 1996, 1998 y 2001.
El municipio opera varios servicios deportivos como la escuela municipal de deportes, la oficina municipal de deportes, esta oficina deportiva, no debe confundirse con el servicio anterior, y finalmente el centro náuticuo municipal, la playa y la piscina de Aix-les-Bains.
Entre 1949 y 1961, la ciudad estuvo muy presente en los deportes de motor, gracias al Circuito del Lac de Aix-les-Bains. El circuito estaba situado junto al lago de Bourget. Con una longitud de 2.4 kilómetros (1.5 millas), era alrededor del lugar donde el encrucijada del lago ahora es. Era el único circuito automovilístico de Savoy. Se realizaron eventos para la Fórmula 2, la Formula Junior y el Grand Prix. Atrajo conductores locales y espectadores, pero también la gente de Suiza, Italia e Inglaterra. La situación geográfica se prestaba fácilmente a la práctica del ciclismo.
El pasado 30 de marzo de 2013 tuvo lugar la final del Grupo B del Campeonato de Europa del Rugby sub-18. Se celebró en Aix-les-Bains entre los Países Bajos y Croacia. El equipo neerlandés ganó con 51 puntos contra 3 y ganó el título.

## Ciudades hermanadas
Aix-les-Bains está hermanada con las siguientes ciudades:
| - Fairbanks; - Kislovodsk; - Milena; - Mulay Yacub; - Rosemère. |